# Responsabilitate pentru Holocaust
Responsabilitatea pentru Holocaust este subiectul unei dezbateri istorice în desfășurare care a parcurs câteva decenii. Dezbaterea despre originea Holocaustului este cunoscută ca funcționalism versus intenționalism. Intenționiștii, cum ar fi Lucy Dawidowicz, susțin că Adolf Hitler a planificat exterminarea poporului evreu încă din 1918 și că a supravegheat personal executarea acestuia. Cu toate acestea, funcționaliștii precum Raul Hilberg susțin că planurile de exterminare au evoluat în etape, ca urmare a inițiativelor birocraților care răspundeau la alte eșecuri politice. Dezbaterea s-a stabilit într-o mare măsură, deoarece istoricii au recunoscut că ambele poziții au merit.
Responsabilitatea primordială pentru Holocaust revine lui Hitler și conducerii partidului nazist, dar inițiativele de persecutare a evreilor, țiganilor și altora au fost comise și de Schutzstaffel (SS), militarii germani, de cetățenii germani obișnuiți, precum și de membri colaboratori ai diverse guverne europene, inclusiv personalul militar și civilii. O serie de factori au contribuit la mediul în care s-au comis atrocități pe întreg continentul, de la rasismul general (inclusiv antisemitismul), ura religioasă, ascultare oarbă, oportunism politic, coerciție, speculare și xenofobie.

## Vezi și
- Colaborarea cu Puterile Axei în timpul celui de al Doilea Război Mondial
- Responsabilitatea de comandă